# S.P.O.C.K

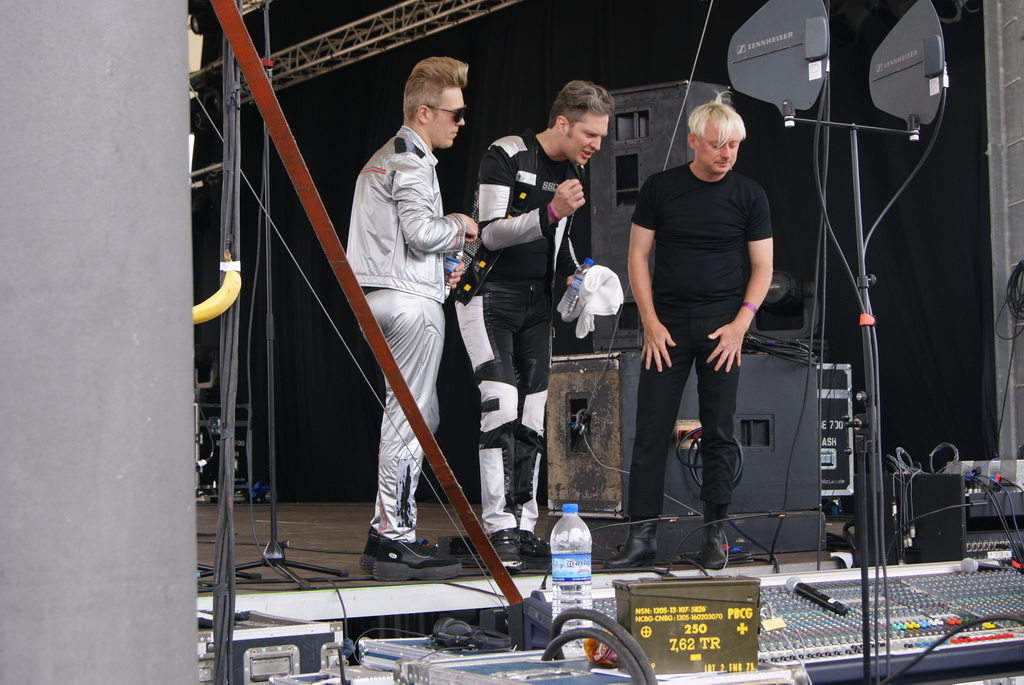
S.P.O.C.K in 2010

S.P.O.C.K, afkorting voor Star Pilot On Channel K, is een Zweedse synthpopband, die uit Trekkies bestaat en in 1988 opgericht werd.
De groep ontstond veeleer bij wijze van grap op een verjaardagsfeestje voor Finn Albertsson; Alexander Hofman, de zanger, gaf er samen met songschrijver Eddie Bengtsson enkele liederen ten beste. Het drietal koesterde een grote voorliefde voor sciencefiction en noemde zich Mr. Spock, naar de gelijknamige Star Trekfiguur. Hun nummers sloegen aan, en na op nog een aantal andere privéfeestjes gespeeld te hebben, legden ze contacten in het professionele milieu. In 1989 eiste Paramount Pictures echter een schadevergoeding voor het onrechtmatige gebruik van de naam Mr. Spock, waarop de groep zich tot S.P.O.C.K omdoopte.
Op het Zweedse label Accelerating Blue Fish brachten ze in 1990 de single Silicon Dreams uit, hetgeen hun eerste commerciële succes betekende. Ze scoorden vervolgens in 1992, met 'Never Trust a Klingon', een grote clubhit. Verdere hits waren onder andere 'Astrogirl', 'Alien Attack' en 'Dr. McCoy'.
Van de drie stichtende leden bleef uiteindelijk enkel zanger Hofman over; keyboardspelers Christer Hermodsson en Johan Malmgren kwamen in respectievelijk 1997 en 1999 bij de band. Zij noemen zich Crull-E en Yo-Haan; de pseudoniemen van Hofman, Bengtsson en Albertsson waren respectievelijk Android, Captain Eddie B. Kirk en Cybernoid. Johan Billing, alias Plasteroid, was eveneens vroeger lid.
Muzikaal gezien is S.P.O.C.K zeer vlot en melodisch: het is een soort electropop met een newwave-trekje. De nummers hebben allemaal op een of andere manier met de ruimte te maken, en de groep treedt ook steevast in sciencefictionpakjes op, die aan de uniformen uit Star Trek doen denken.

## Galerij

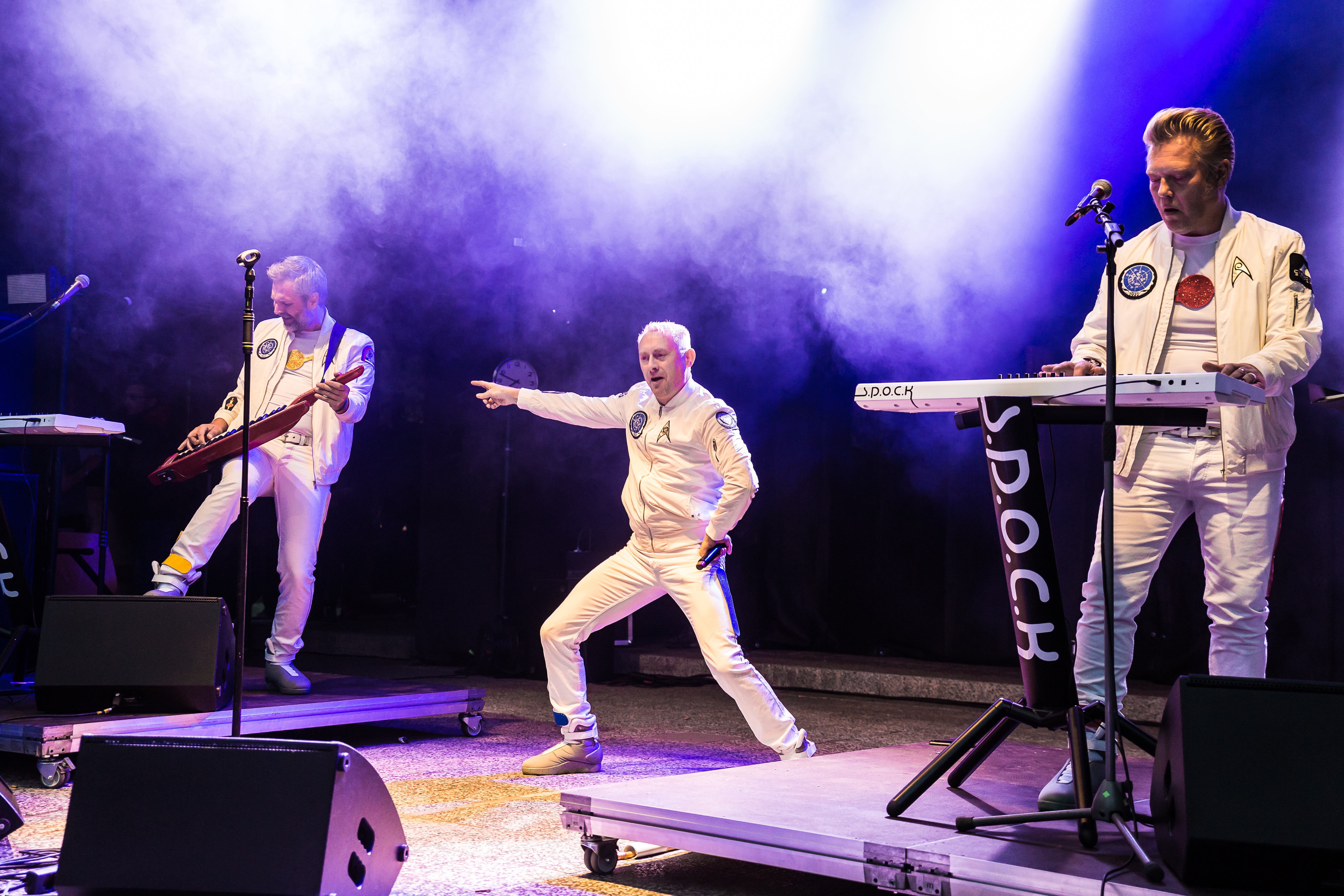
S.P.O.C.K  2018.
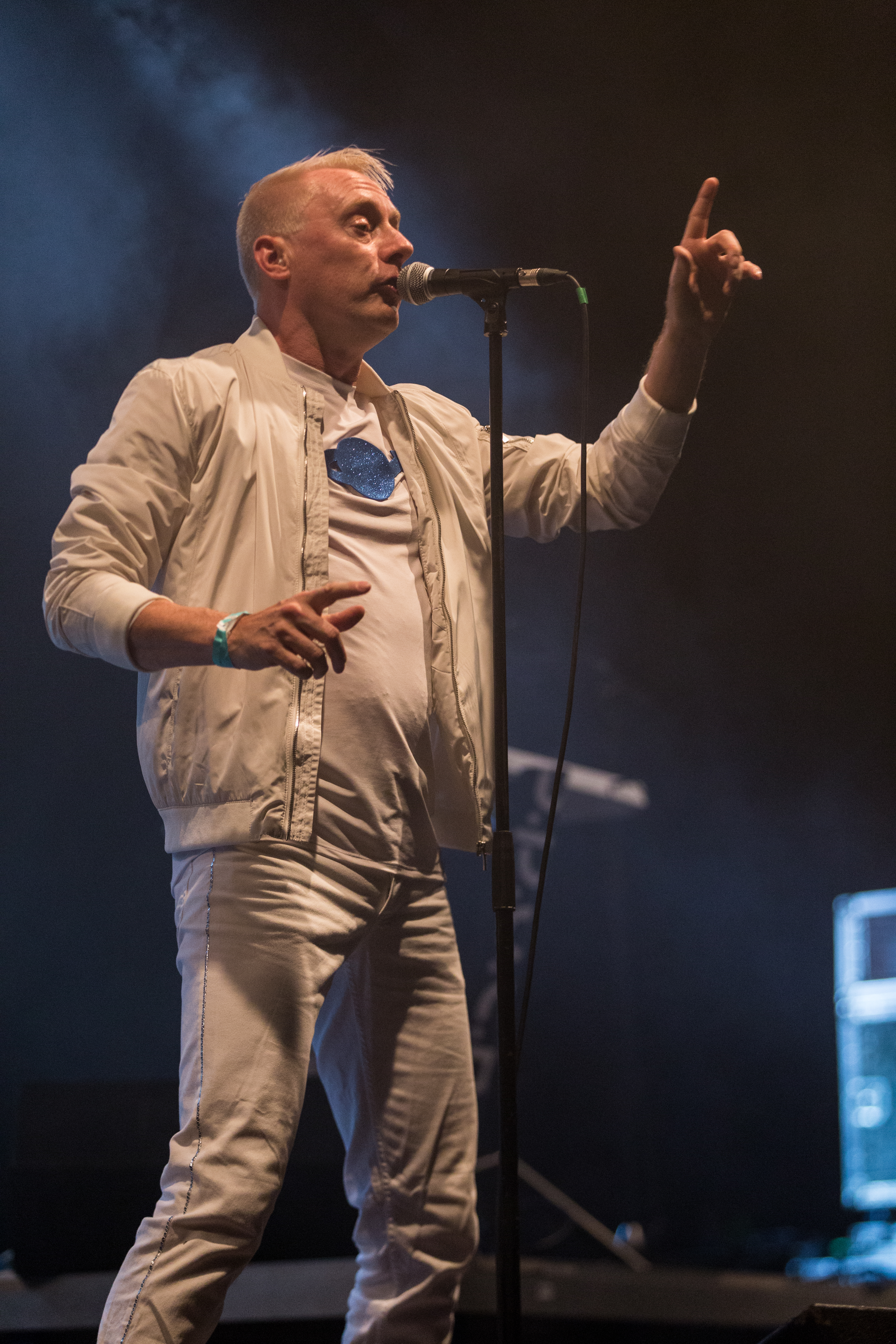
Alexander Hofman.
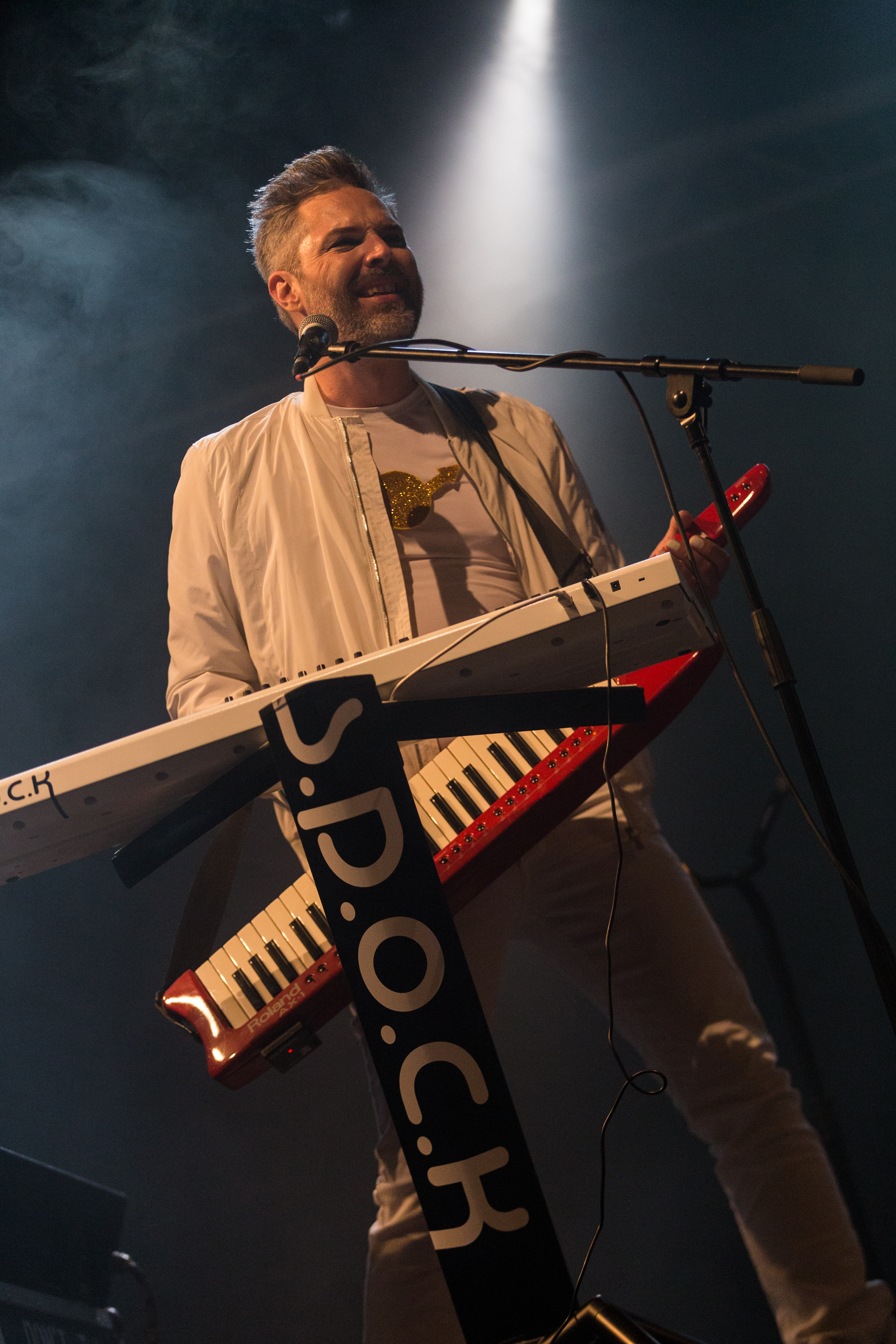
Valdi Solemo.
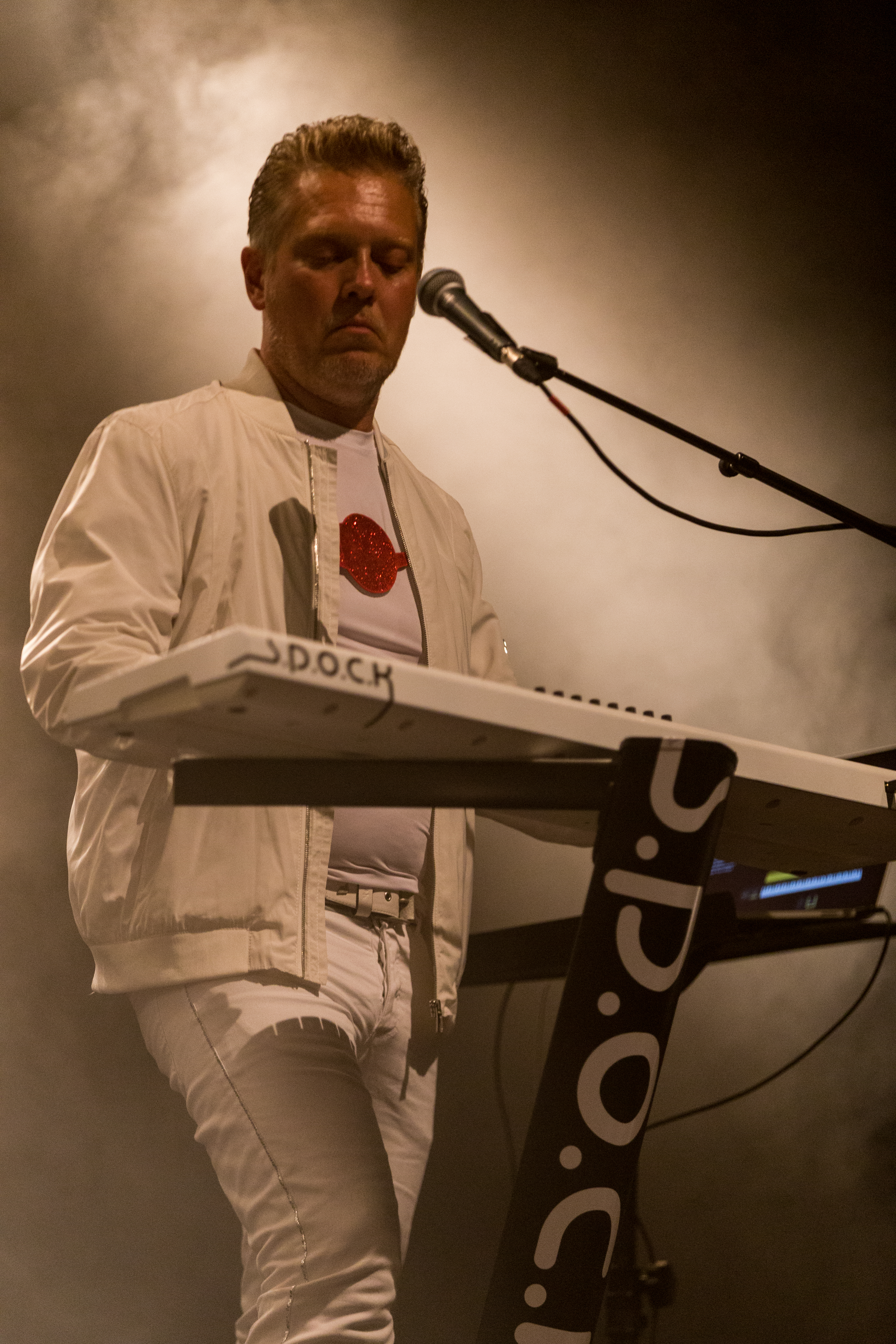
Johan Malmgren.

## Discografie

### Albums
- 1993 Five Year Mission
- 1995 Alien Worlds
- 1995 A Piece of the Action (verzameling singles)
- 1997 Assignment: Earth
- 1997 Earth Orbit: Live
- 1999 S.P.O.C.K: 1999
- 2001 2001: A S.P.O.C.K Odyssey

### Singles
- 1990 Silicon Dreams
- 1992 Never Trust a Klingon
- 1993 Strange Dimensions
- 1994 Never Trust a Klingon [2294 AD]
- 1994 Astrogirl
- 1995 All E.T.'s Aren't Nice
- 1997 Alien Attack
- 1997 E.T. Phone Home
- 1998 Speed of Light
- 1998 Dr. McCoy
- 2000 Klingon 2000
- 2000 Where Rockets Fly
- 2001 Queen of Space
- 2001 Satellites